# Schiaparelli (Mondkrater)
Schiaparelli ist ein Einschlagkrater auf der nordöstlichen Mondvorderseite. Er liegt in der Ebene des Oceanus Procellarum zwischen Seleucus im Westen und Herodotus im Osten.
Der Kraterrand ist wenig erodiert.
Östlich von Schiaparelli verlaufen die Dorsa Burnet in nordsüdlicher Richtung.
| Buchstabe | Position           | Durchmesser | Link |
| --------- | ------------------ | ----------- | ---- |
| A         | 22,95° N, 62,08° W | 8 km        |      |
| C         | 25,82° N, 62,19° W | 6 km        |      |
| E         | 27,11° N, 62,04° W | 5 km        |      |

Der Krater wurde 1935 von der IAU nach dem italienischen Astronomen Giovanni Schiaparelli offiziell benannt.